# Qinnan
Qinnan (chinesisch 钦南区, Pinyin Qīnnán Qū; Zhuang  Ginhnanz Gih) ist ein chinesischer Stadtbezirk der bezirksfreien Stadt Qinzhou des Autonomen Gebietes Guangxi der Zhuang-Nationalität im Süden der Volksrepublik China. Er hat eine Fläche von 2.584 km² und zählt 578.200 Einwohner (Stand: Ende 2018).

## Administrative Gliederung
Auf Gemeindeebene setzt sich der Stadtbezirk aus vier Straßenvierteln und zwölf Großgemeinden zusammen. 